# Уляшкинское сельское поселение
Уляшкинское се́льское поселе́ние — сельское поселение в составе Каменского района Ростовской области России.
Административный центр поселения — хутор Верхние Грачики.

## Административное устройство
В состав Уляшкинского сельского поселения входят:
- хутор Верхние Грачики;
- хутор Караичев;
- хутор Кочетовка;
- хутор Лопуховатый;
- хутор Нижние Грачики;
- хутор Уляшкин.

## Население
| 2010 | 2012 | 2013 | 2014 | 2015 | 2016 | 2017 |
| ---- | ---- | ---- | ---- | ---- | ---- | ---- |
| 896  | ↗903 | ↘880 | ↘864 | ↘841 | ↘824 | ↘801 |
| 2018 | 2019 | 2020 | 2021 |      |      |      |
| ↘777 | ↘751 | ↘743 | ↘736 |      |      |      |